# Fortaleza de São Tiago da Barra de Macau
A Fortaleza de São Tiago da Barra também conhecido como Forte da Barra situa-se na base do Morro da Barra, em frente à Ilha da Lapa em Macau, na China, outrora um das fortalezas mais importantes da cidade.

## História
O forte foi construído em 1629 no local de uma anterior bateria de artilharia, erguida após a Batalha de Macau com os Holandeses em 1622, com a função de defesa do ancoradouro interior. Os baluartes e as baterias estavam próximos do nível da água, mas mais plataformas foram construídas no alto da colina. Como os portugueses bloquearam a maior parte do canal, os navios tinham que passar muito perto do forte, conferindo-lhe grande eficácia. Sobre as colinas no sul da península de Macau, era uma cidadela dentro da cidade. As paredes mediam seis metros na base, 3,3 metros no topo e chegavam a 30 pés de altura. O seu capitão era nomeado directamente pelo rei de Portugal.
A sua plataforma principal media 113m x 42m, continha alojamentos, uma cisterna com capacidade para 3.000 litros e instalações para o comandante e 60 militares. Mais acima na colina havia uma guarita e, ao nível do solo, depósitos para munições e mantimentos e uma casa espaçosa. O forte conta hoje com uma capela com o nome de São Tiago, que desde 1746 era padroeiro do exército, altura em que o forte foi reforçado e ampliado. Pelo reduto superior estava equipado com 16 canhões (doze canhões calibre 24 e quatro canhões calibre 50), e outros 6 canhões de longo alcance (calibre 24) dentro de outro baluarte. Tal como outras estruturas defensivas, caiu em desuso ao longo dos séculos, até que, durante a Segunda Guerra Mundial, os antigos canhões foram vendidos para comprar arroz para alimentar refugiados de Hong Kong e da China.
Ao longo dos anos o forte foi gradualmente demolido para construção de estradas e a partir de 1976 deixou de ser utilizado pela Polícia Marítima. O Departamento de Turismo do Governo de Macau restaurou-a e reclassificou-a como pousada, a "Pousada de São Tiago", inaugurada em 1981, hoje uma das principais atracções de Macau. O visitante pode visitar a capela no seu interior, onde se destaca a imagem da Virgem e do padroeiro São Tiago . Uma história popular está associada à estátua de São Tiago, pois se diz que este saía à noite para patrulhar, sendo encontrado no seu lugar pela manhã com as botas enlameadas.
Em frente ao forte avista-se a esfera armilar que adornava a Praça do Senado. 
Jornalistas portugueses relataram recentemente o desaparecimento da estátua de São Tiago.